# Узюков Микола Анисимович
Микола Анисимович Узюков (рос. Николай Анисимович Узюков; 4 січня 1897, Симбірськ, нині Ульяновськ — 19 березня 1937) — радянський державний і партійний діяч, перший секретар ВКП(б) Киргизької АСРР у 1925—1927 роках.

## Життєпис
Народився в селянській родині. У рідному Симбірську закінчив парафіяльну школу та 1914 року — міське училище. З дитинства працював у столярній майстерні, а також на винному заводі. 1917 року закінчив 3 класи Симбірського землемірного училища. 
Влітку 1916 року працював землеміром-дослідником у Шуї. Восени 1916 року організував революційний студентський гурток в училищі й керував ним. Від 1917 до лютого 1918 року був агітатором, організатором «Союзу молоді» в Симбірську, членом Симбірської міської ради. Від лютого до жовтня 1918 року служив у лавах РСЧА, брав участь у боях під Бугульмою та Симбірськом. 
У травні 1918 року вступив до РКП(б). У жовтні 1918 року відкликаний на партійну роботу до Симбірська: там отримав посаду помічника завідувача агітаційно-пропагандистського відділу Симбірського губернського комітету партії. У березні 1919 року призначений на пост секретаря Симбірського міського комітету партії, а в серпні того ж року став секретарем Симбірського губернського комітету РКП(б), був членом губернського виконавчого комітету.
Від вересня 1920 до березня 1921 року був головою, відповідальним секретарем Вітебського губернського комітету РКП(б), членом губернського виконавчого комітету. У березні 1921 був делегатом X з'їзду РКП(б); у складі групи делегатів добровільно брав участь у придушенні Кронштадтського повстання, за що був нагороджений орденом Червоного Прапора.
Від 1921 до жовтня 1922 року обіймав посаду заступника голови виконавчого комітету Царицинської губернської ради, потім — помічника відповідального інструктора ЦК РКП(б). Від грудня 1922 до жовтня 1923 року очолював Костромську губернську робітничо-селянську інспекцію.
1924 року закінчив Комуністичну академію, після чого працював у Середній Азії: обіймав посади відповідального інструктора організаційно-інструкторського відділу ЦК Компартії Туркестану (до листопада 1924), завідувача організаційного відділу Самаркандського обласного комітету КП(б) Туркестану — КП(б) Узбекистану (3 липня 1924 — 7 вересня 1925). Від вересня 1925 до червня 1927 року — перший секретар обласного комітету РКП(б) / ВКП(б) Киргизької автономної області, Киргизького обласного комітету ВКП(б).
Після цього працював завідувачем сектору відділу ЦК ВКП(б). 1931 року закінчив Інститут червоної професури, після чого був призначений на посаду заступника завідувача відділу культури та пропаганди. Від червня 1932 року обіймав посаду завідувача відділу кадрів Уральського обласного комітету ВКП(б). У листопаді 1933 року отримав пост відповідального секретаря Кізеловського районного комітету ВКП(б). Від січня 1935 року працював у Свердловському обласному комітеті ВКП(б) на посадах завідувача відділу агітації та пропаганди й інструктора (від лютого 1937).
19 березня 1937 року застрелився у місті Свердловську напередодні неминучого арешту у справі Тухачевського.